# 福井 (新潟市)
福井（ふくい）は、新潟県新潟市西蒲区の大字。郵便番号は953-0076。

## 概要
1889年（明治22年）から現在の大字。矢川左岸、角田山東麓に位置する。もとは江戸時代から1889年（明治22年）まであった福井村の区域の一部。
「福井」を「深江」の訛として、『国造本記』の高志深江国に比定する説がある。

### 隣接する町字
北から東回り順に、以下の町字と隣接する。
- 平沢
- 峰岡
- 舟戸
- 樋曽
- 角海浜
- 五ヶ浜
- 竹野町

## 歴史
開発年代は不明。1616年（元和2年）に長岡藩領となる。

### 年表
- 1889年（明治22年）4月1日 : 合併により福木岡村の大字となる。
- 1901年（明治34年）11月1日 : 合併により峰岡村の大字となる。
- 1955年（昭和30年）1月1日 : 合併により巻町の大字となる。
- 2005年（平成17年）10月10日 : 合併により新潟市の大字となる。
- 2007年（平成19年）4月1日 : 新潟市の政令指定都市移行により、西蒲区の大字となる。

## 世帯数と人口
2018年（平成30年）1月31日現在の世帯数と人口は以下の通りである。
| 大字 | 世帯数  | 人口  |
| ---- | ------- | ----- |
| 福井 | 109世帯 | 295人 |

## 小・中学校の学区
市立小・中学校に通う場合、学区は以下の通りとなる。
| 番地 | 小学校             | 中学校             |
| ---- | ------------------ | ------------------ |
| 全域 | 新潟市立巻南小学校 | 新潟市立巻東中学校 |

## 主な企業・施設

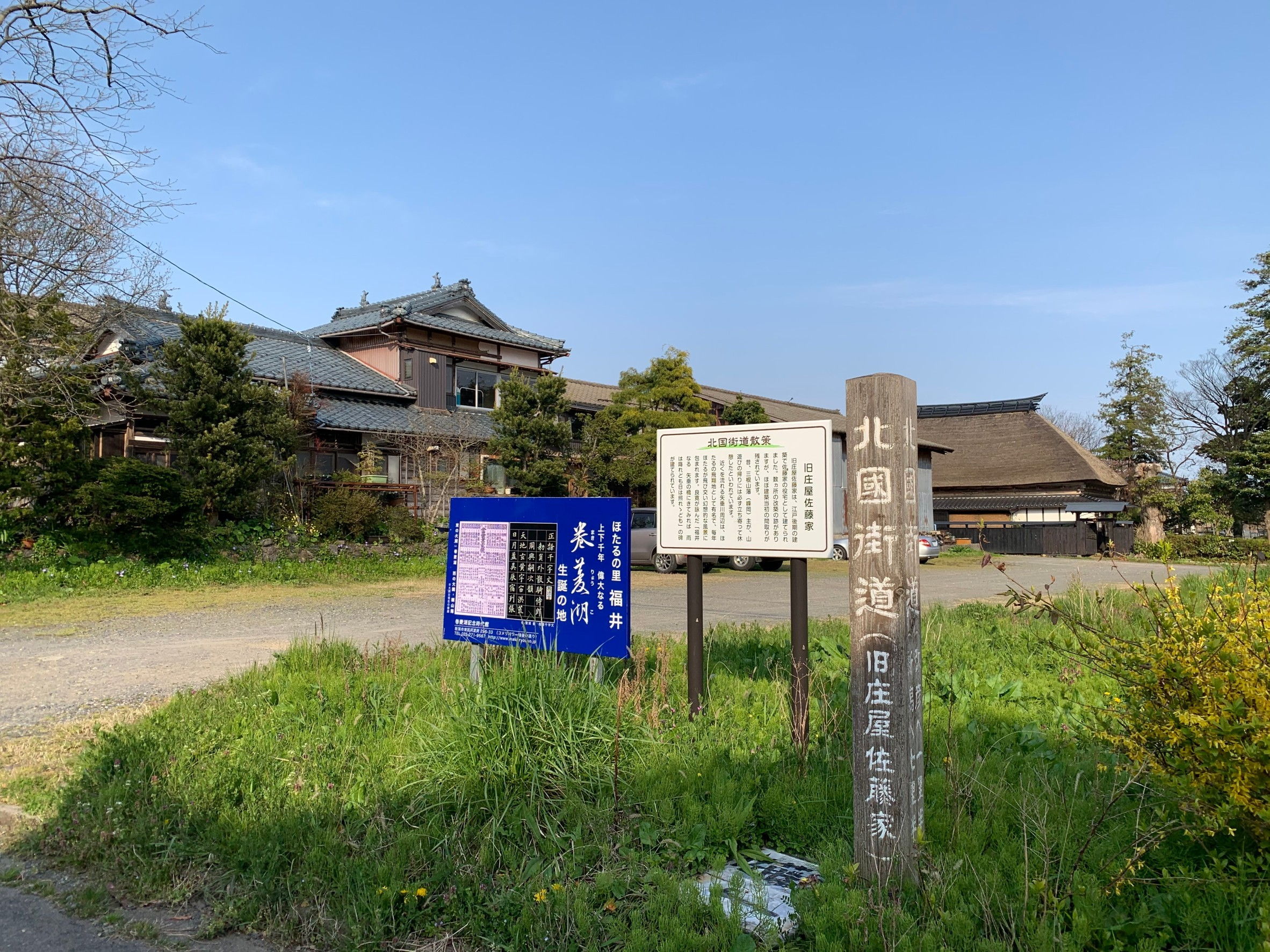
旧庄屋・佐藤家（2020年4月）

- 西蒲警察署 福井駐在所
- 福寿温泉じょんのび館
- 福井酒造

## 交通

### 道路
- 国道460号